# Демьяненко, Михаил Иванович
Михаил Иванович Демьяненко (12 августа 1939 — 28 декабря 2020) — российский скульптор.

## Биография
Родился 12 августа 1939 года.
Работал на заводе «Ростсельмаш» и одновременно учился в Ростовском художественном училище имени Грекова.
Член Союза художников СССР.
Жил и работал в Ростове-на-Дону.

## Наиболее известные работы
- 1973 — Бюст Алексея Береста. Завод Ростсельмаш, Ростов-на-Дону[2].
- 1963 — Скульптурная композиция «В Космос!» (совм. с Г. Н. Постниковым и В. В. Руссо). Таганрог. Установлена в 1963 году, демонтирована в 197? году[3].
- 1987 — Памятник в честь воинов 116-й Донской казачьей кавалерийской дивизии. Сальск[4][5].
- 2001 — «Дающая жизнь». Ростов-на-Дону[6][7].
- 2011 — Памятный знак «Вещий Боян». Хутор Погорелов (Белокалитвинский район)[8][9][10].